# Internationale Cricket-Saison 1965/66
Die internationale Cricket-Saison 1965/66 fand zwischen November 1965 und März 1966 statt. Als Wintersaison wurden vorwiegend Heimspiele der Mannschaften aus Südasien, der Karibik und Ozeanien ausgetragen.

## Überblick

### Internationale Touren
| Beginn            | Heimteam   | Auswärtsteam | Resultate | Artikel |
| Beginn            | Heimteam   | Auswärtsteam | Test      | Artikel |
| ----------------- | ---------- | ------------ | --------- | ------- |
| 10. Dezember 1965 | Australien | England      | 1–1 [5]   | Artikel |
| 25. Februar 1965  | Neuseeland | England      | 0–0 [3]   | Artikel |

## Nationale Meisterschaften
Aufgeführt sind die nationalen Meisterschaften der Full Member des ICC.
| Land                  | First-Class              |
| --------------------- | ------------------------ |
| Australien            | Sheffield Shield 1965/66 |
| Indien                | Ranji Trophy 1965/66     |
| Duleep Trophy 1965/66 |                          |
| Irani Cup 1965/66     |                          |
| Neuseeland            | Plunket Shield 1965/66   |
| Pakistan              | Ayub Trophy 1965/66      |
| Südafrika             | Currie Cup 1965/66       |
| West Indies           | Shell Shield 1965/66     |